# 151. poljska artilerijska brigada (ZDA)
151. poljska artilerijska brigada (izvirno angleško 151st Field Artillery Brigade) je bila poljska artilerijska brigada Kopenske vojske Združenih držav Amerike.

## Odlikovanja
- Croix de Guerre s srebrno zvezdo